# 商籍
商籍，是“附籍”的一種，明清朝的商人如因經商而留居其地，其子孫戶籍得以附於行商之省分，稱商籍。
商籍的作用是供外出经商者本人及子弟在其长期居留的经商地参加科举考试，是一种臨時性的戶籍，與“入籍”或“佔籍”不同，到了清代，“商籍”並非反映一般商人，兩淮鹽區其子弟獨有商籍。
余英時在《中國近世宗教倫理與商人精神》一文中指出：“明代揚州商籍有山西而無安徽，這便是政府優待山西商人而歧視徽商的明證。甚至在清代早期，山西商人在政治方面所取得的優勢也依然沒有動搖”。但是，明朝的行政区划和清朝不同，明朝的安徽和扬州属于同一个省级单位——南直隶辖下，安徽人与扬州人此时是同在明朝的陪都——应天府参加科举的乡试，因此安徽商人在同一省级单位辖下的扬州经商并不需要“附籍”。
根据何炳棣研究，中國富商很少能世代相傳，越来越多的商人子弟获得了士子的身份，“平均商人家庭经过二代或三代之后，即非原先同样的社会身份。事业上几乎当盐商家庭达到小康时，年轻的成员就被鼓励从事学术，最终是从政，结果使得商人家庭的商人成分越来越淡”，截止嘉庆六年，盐商“居然造就了139个进士和208个举人”。